# U-Bahnhof Breslauer Platz/Hauptbahnhof
Der U-Bahnhof Breslauer Platz/Hbf ist eine Station der Kölner Stadtbahn unterhalb des Breslauer Platzes an der Nordseite des Kölner Hauptbahnhofs. Die am 10. Dezember 2011 eröffnete Station ersetzt einen fünf Jahre zuvor abgerissenen gleichnamigen U-Bahnhof an gleicher Stelle.

## Lage
Der Breslauer Platz befindet sich auf der Nordostseite des Kölner Hauptbahnhofs, nur durch eine Häuserzeile und die Rheinuferstraße vom Rhein getrennt. Der Stadtbahntunnel verläuft unterhalb des Breslauer Platzes etwa parallel zum Hauptbahnhof. Am nördlichen Ende der Haltestelle schwenkt der Tunnel unter die Nord-Süd-Fahrt, nach dem südlichen Haltestellenende unterquert der Tunnel in einer 120-Grad-Kurve den Bahndamm zwischen Hauptbahnhof und Hohenzollernbrücke und führt dann in die dortige Haltestelle Dom/Hauptbahnhof.

## Alter U-Bahnhof
Der ursprüngliche U-Bahnhof war am 19. Oktober 1970 als Teil des Innenstadttunnels eröffnet worden, in Richtung Ebertplatz existierte für vier Jahre eine provisorische Rampe wenige Meter hinter dem U-Bahnhof. Die Station war nach dem einfachen Standard der ersten Kölner U-Bahnhöfe gestaltet, die Wände waren gelb gekachelt.
Der U-Bahnhof wurde wegen seiner einfachen Ausstattung mit niedrigen Bahnsteigen und der nicht wettergeschützten Verbindung zum Hauptbahnhof seiner Verkehrsbedeutung nicht gerecht. Im Zuge der Planungen zur Nord-Süd-Stadtbahn, die die Bedeutung der Station weiter steigern soll, wurde daher beschlossen, den U-Bahnhof Breslauer Platz/Hauptbahnhof durch einen Neubau zu ersetzen.
Bereits mit Baubeginn der Nord-Süd-Stadtbahn entstand am Breslauer Platz eine Baugrube in unmittelbarer Nähe der Station, die als Startschacht der beiden Schildfahrten der Tunnelbohrmaschine „Carmen“ diente. Bereits während dieser Bauarbeiten war der Zugang zur Haltestelle verkleinert, in der Endphase waren die Tunnelwände freigelegt. Am 8. Oktober 2006 wurde der alte U-Bahnhof geschlossen.

## Provisorischer U-Bahnhof

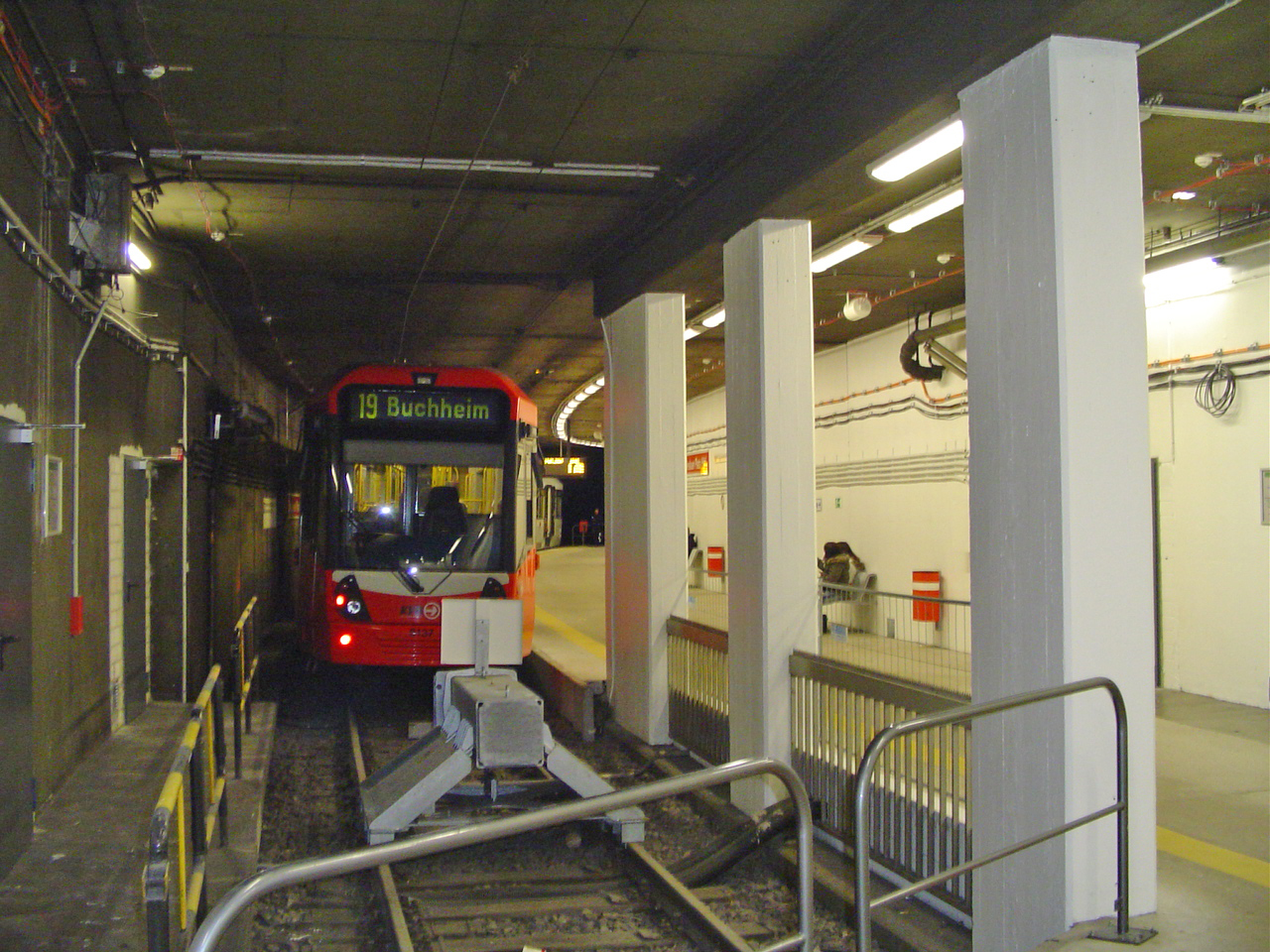
Provisorischer Kopfbahnhof

Von Oktober 2006 bis August 2007 wurden die alte Haltestelle und der Stadtbahntunnel komplett abgerissen. Um die Erreichbarkeit des Hauptbahnhofs aus dem Kölner Norden weiterhin zu gewährleisten, wurde für die Dauer dieser Streckentrennung am Breslauer Platz ein provisorischer Kopfbahnhof eingerichtet. Vom westlichen Zugang des alten U-Bahnhofs, etwa 100 Meter vom Hauptbahnhof entfernt, wurde die Station in den bestehenden Tunnel eingebaut, indem ein Streckengleis mit einem Bahnsteig überbaut wurde.
Der provisorische U-Bahnhof war vom 15. Oktober 2006 bis zum 8. Juli 2007 in Betrieb. Während dieser Zeit wurde die Station von der Linie „19 Nord“ Breslauer Platz–Buchheim bedient. Da die Station nur über einen Zugang verfügte, hatten alle Züge in Richtung Breslauer Platz am Ebertplatz eine signaltechnisch erzwungene Standzeit von zweieinhalb Minuten, während derer eine Brandschau am Fahrzeug durchgeführt wurde.

## Neuer U-Bahnhof

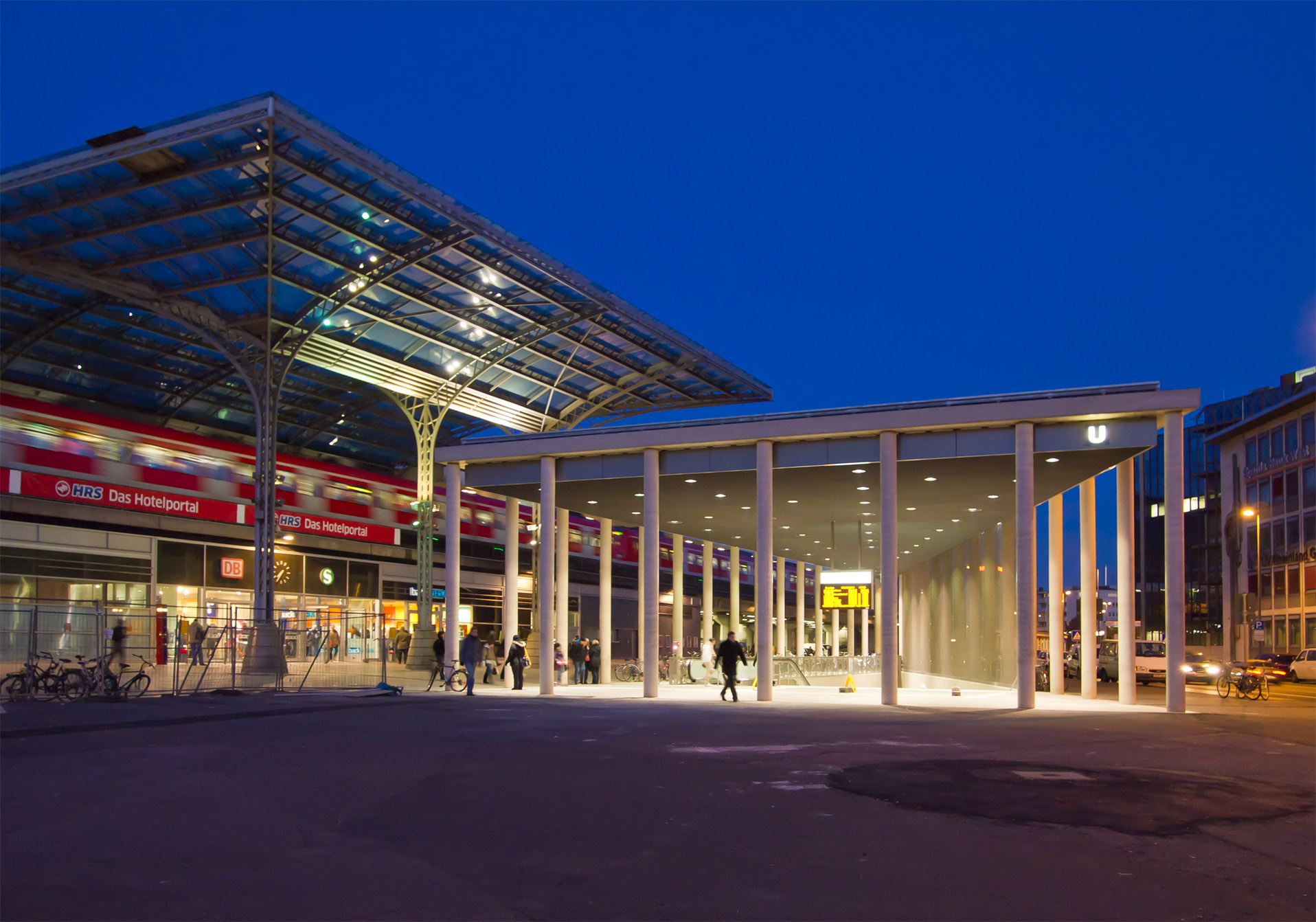
Südost-Eingang der Station, links die S-Bahn-Überdachung

Während der zehnmonatigen Sperrung des Breslauer Platzes entstand 2006/2007 der Rohbau des neuen U-Bahnhofs. Die neue Station, die gegenüber ihrem Vorgänger um einige Meter in Richtung Rhein versetzt ist, ist als dreigleisiger Verzweigungsbahnhof konzipiert: Züge in Richtung Innenstadttunnel und Nord-Süd-Stadtbahn halten an einer gemeinsamen Bahnsteigkante (Seitenbahnsteig), während Züge in Richtung Ebertplatz an gegenüberliegenden Seiten eines Bahnsteigs (Mittelbahnsteig) halten werden. Dadurch soll vermieden werden, dass Reisende von der Nord-Süd-Stadtbahn zum Hauptbahnhof kurz vor ihrem Ziel Wartezeiten im Tunnel hinnehmen müssen, weil die Station noch durch einen Zug aus dem Innenstadttunnel belegt ist.
Entworfen wurde die Stadtbahnhaltestelle von Büder + Menzel Architekten BDA, Brühl / Köln (Kai Büder und Manfred Menzel).
Die neue Haltestelle weist eine größere Deckenhöhe auf als die Vorgängerstation, zusätzlich fällt durch Lichtschächte auf der Südseite Tageslicht auf die Bahnsteigebene. Der östliche Zugang endet unter dem Vordach des Hauptbahnhofs.
Vom 5. August 2007 bis 10. Dezember 2011 durchfuhren Stadtbahnzüge die Station ohne Halt, wobei der Gleisbereich bis Mitte 2011 durch Staubschutzwände vom Rest des U-Bahnhofs getrennt war. Im Zeitraum vom 30. Juli bis zum 8. August 2011 wurde der Tunnel erneut gesperrt und die Staubschutzwände wurden zurückgebaut. Die Arbeiten in der Haltestelle ruhten lange Zeit, da der Innenausbau aller Haltestellen der Nord-Süd-Stadtbahn aus Kostengründen gemeinsam ausgeschrieben werden sollten, die Rohbauten der anderen Stationen aber noch nicht fertiggestellt waren. Infolge der Verzögerungen und des ungewissen Einweihungstermins der Nord-Süd-Stadtbahn nach dem Einsturz des Historischen Archivs wurde der Ausbau mittlerweile doch vorgezogen, die Inbetriebnahme fand zum Fahrplanwechsel am 11. Dezember 2011 statt.
Bis zum 8. Dezember 2012 wurde diese Station noch von der Stadtbahnlinie 5 bedient; diese Linie wurde allerdings im Rahmen der geplanten Teilinbetriebnahme der Nord-Süd-Stadtbahn am 9. Dezember 2012 ab Dom/Hauptbahnhof zur neuen Haltestelle Rathaus und inzwischen zum Heumarkt abgeleitet.
| Linie | Linienverlauf | Takt |
| ----- | --- | --- |
| 16    | Niehl – Amsterdamer Straße/Gürtel – U Reichenspergerplatz – U Ebertplatz – U Breslauer Platz/Hbf – U Dom/Hbf – U Appellhofplatz (Breite Straße) – U Neumarkt – Barbarossaplatz – Chlodwigplatz – Ubierring – Marienburg – Rodenkirchen – Sürth – Godorf – Wesseling Nord – Wesseling – Wesseling Süd – Urfeld – Widdig – Uedorf – Hersel – Tannenbusch Mitte – Tannenbusch Süd – Propsthof Nord – Bonn West – U Bonn Hbf – U Universität/Markt – U Juridicum – U Bundesrechnungshof/Auswärtiges Amt – U Museum Koenig – U Heussallee/Museumsmeile – Ollenhauerstraße – Olof-Palme-Allee – Max-Löbner-Straße/Friesdorf – Hochkreuz/Deutsches Museum Bonn – U Wurzerstraße – U Plittersdorfer Straße – U Bonn-Bad Godesberg Bf – U Bad Godesberg Stadthalle | 10 min |
| 18    | Thielenbruch – Dellbrück – Holweide – Buchheim – U Bf Mülheim – U Mülheim Wiener Platz – Zoo/Flora – U Reichenspergerplatz – U Ebertplatz – U Breslauer Platz/Hbf – U Dom/Hbf – U Appellhofplatz (Breite Straße) – U Neumarkt – Barbarossaplatz – Eifelwall – Klettenberg – Efferen – Hürth-Hermülheim – Fischenich – Brühl-Vochem – Brühl Mitte – Badorf – Schwadorf – Walberberg – Merten – Waldorf – Dersdorf – Bornheim – Roisdorf West – Alfter – Dransdorf – Bonn West – Bonn Hbf | 10 min (Thielenbruch–Buchheim) 5 min (Buchheim–Klettenberg) 10 min (Klettenberg–Schwadorf) 20 min (Schwadorf–Bonn) |

Künstlerische Ausgestaltung
In einem Künstlerwettbewerb der KVB (2007–2009) gewann der Künstler Tue Greenfort mit seinem Projekt Neobiota. Es thematisiert das Phänomen fremder, exotischer Arten im Kölner Stadtraum.
Über Monitore und Beamer werden Livebilder von Kölner Sittichen (konkret Halsbandsittich und Großer Alexandersittich) am Bahngleis gezeigt. Dazu wurden in Grünanlagen Kameras und Mikrofone in einem Nistkasten, Sittich-Schlafbaum und Sittich-Nest installiert. Die Liveschaltung wird durch das Erscheinen der Vögel getaktet.

## Trivia
Die dreigleisige U-Bahn-Station diente 2016 als Kulisse für den in Köln spielenden Hollywood-Film Collide, mit unter anderem Anthony Hopkins und Ben Kingsley. Hauptdarsteller Nicholas Hoult überspringt dort auf der Flucht die Gleise im letzten Moment vor einem herannahenden U-Bahn-Zug der Linie 16.
Für die Dreharbeiten zu diesem Action-Film wurde auch die Kölner Stadtbahnlinie 9 in ihrem ebenerdigen Teil auf der Zülpicher Straße für zwei Tage umgeleitet.